# Толминске Равне
Толминске Равне (на словенски: Tolminske Ravne) е село в Словения, регион Горишка, община Толмин. Според Националната статистическа служба на Република Словения през 2015 г. селото има 6 жители.